# Basílica da Anunciação
A Basílica da Anunciação (em hebraico:  כנסיית הבשורה, em árabe: كنيسة البشارة, em grego:  Εκκλησία του Ευαγγελισμού της Θεοτόκου), também chamada de Igreja da Anunciação, é um basílica menor católica localizada em Nazaré, no norte de Israel. Ela foi construída no local onde, de acordo com a tradição católica, ocorreu a Anunciação. A tradição grega-ortodoxa defende que o evento teria ocorrido quando Maria estava retirando água de um regato próximo e, ali, construiu a Igreja Grega Ortodoxa da Anunciação.

## História
A igreja atual é um edifício de dois andares construído em 1969 sobre o local onde anteriormente estava uma igreja da era das Cruzadas que, por sua vez, fora construída sobre o local de uma antiga construção bizantina. No primeiro andar, no interior da igreja, está a Gruta da Anunciação, que muitos fiéis acreditam ser o que restou da casa onde Maria passou sua infância. No direito canônico católico, a igreja é considerada como uma basílica menor. Construída num local de importância histórica, considerado sagrado por algumas denominações cristãs, principalmente o catolicismo, a igreja recebe muitos peregrinos católicos, anglicanos e ortodoxos anualmente.
O primeiro santuário foi provavelmente construído em algum momento do século IV e continha apenas um altar na caverna onde se acredita que Maria tenha vivido. Uma estrutura maior foi encomendada pelo imperador romano Constantino I, que ordenou que sua mãe, Santa Helena, fundasse igrejas nos locais onde importantes eventos da vida de Jesus ocorreram. A Igreja da Anunciação foi fundada mais ou menos na mesma época que a Igreja da Natividade (no local do nascimento de Jesus) e da Igreja do Santo Sepulcro (onde ele foi sepultado).
A segunda igreja foi construída sobre as ruínas da igreja bizantina durante as Cruzadas, logo após a conquista de Nazaré por Tancredo da Galileia em 1102. Esta igreja jamais foi completada. Cinco capitéis romanescos entalhados por artistas do norte da França e que foram descobertos em escavações realizadas em 1909, não tinham sido instalados em 1187 quando as notícias da vitória de Saladino na Batalha de Hatim alcançaram a cidade. Saladino permitiu que sacerdotes franciscanos permanecessem no local para supervisionar os serviços religiosos no local.
Em 1260, Baybars e seu exército mameluco destruíram a igreja durante o seu ataque a Nazaré. Um pequeno números de franciscanos conseguiu permanecer na cidade até a queda de Acre em 1291. Nos três séculos seguintes, eles alternaram sua presença na cidade conforme a situação política - em constante mudança - lhes permitia. Os relatos franciscanos deste período documentam sua expulsão em 1363, o retorno em 1468 e um massacre de seus membros em 1542. As famílias cristãs locais conseguiram, com o apoio dos franciscanos, tomaram conta da igreja neste período.
O emir Facradim concedeu aos franciscanos a permissão para retornar em 1620, que foi quando foi construída uma pequena estrutura para encobrir a gruta sagrada que é venerada como sendo a casa de Maria. Em 1730, Dhaher al-Omar permitiu a construção de uma nova igreja, que se tornou o local onde se encontrava a pequena comunidade latina de Nazaré. Ela foi expandida em 1877 e completamente demolida em 1954 para permitir a construção da nova basílica, que foi completada em 1969. Este novo edifício foi projetado pelo arquiteto italiano Giovanni Muzio e construída pela construtora israelense Sole Boneh entre 1960 e 1969. Utilizada pela paróquia latina, ela permanecesse sob o controle dos franciscanos. É o maior santuário cristão no Oriente Médio e foi dedicada em 1964 pelo papa Paulo VI.

## Galeria

Imagens da igreja
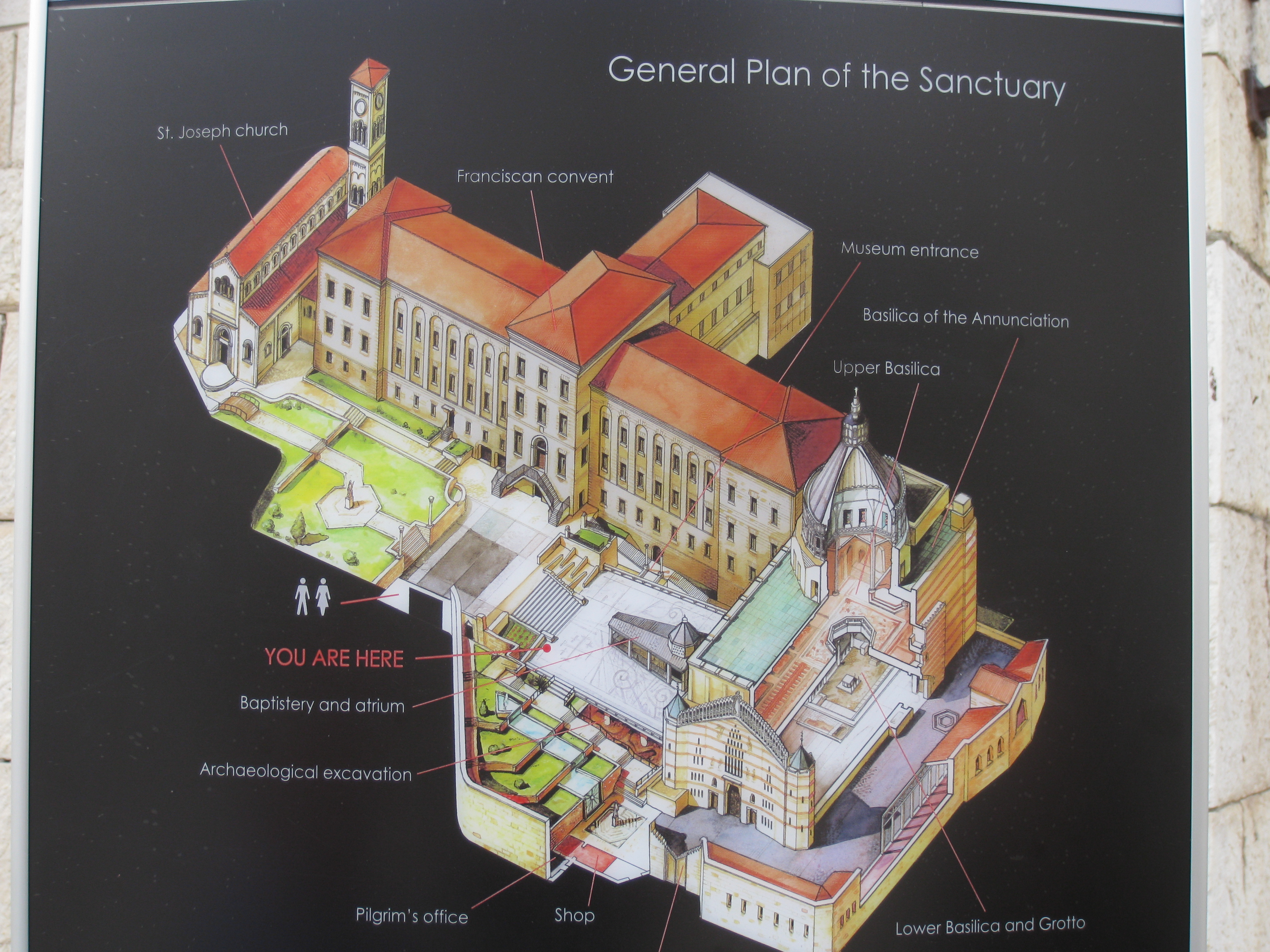
Plano geral do santuário.
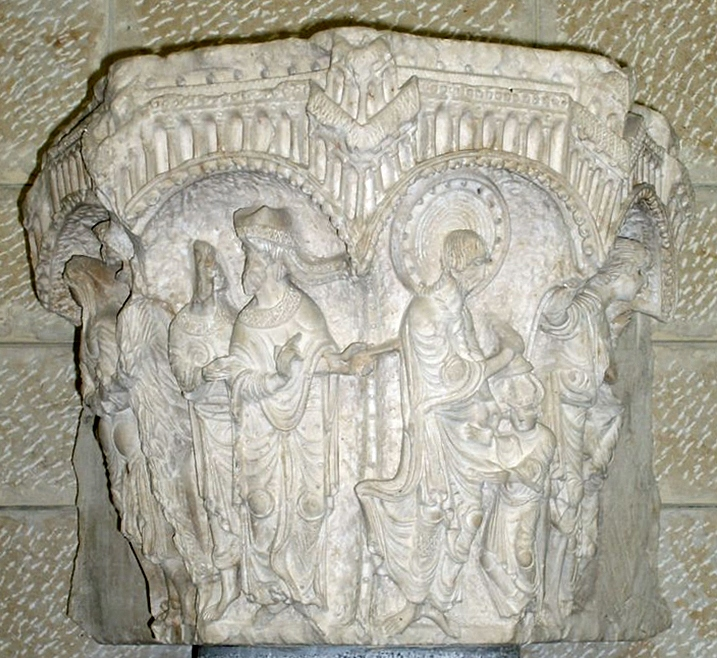
Capitel remanescente da igreja cruzada.
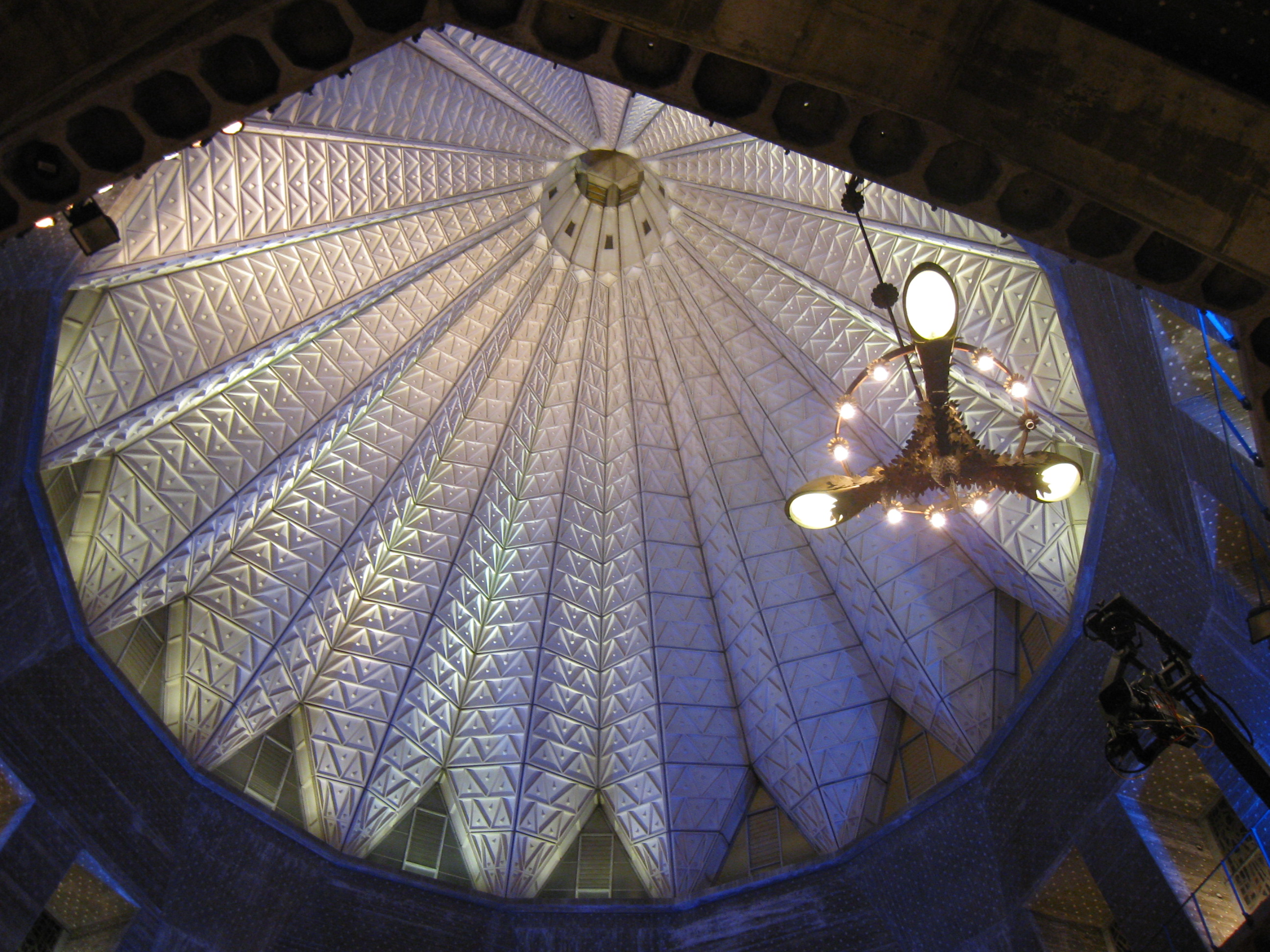
Vista do interior da cúpula.
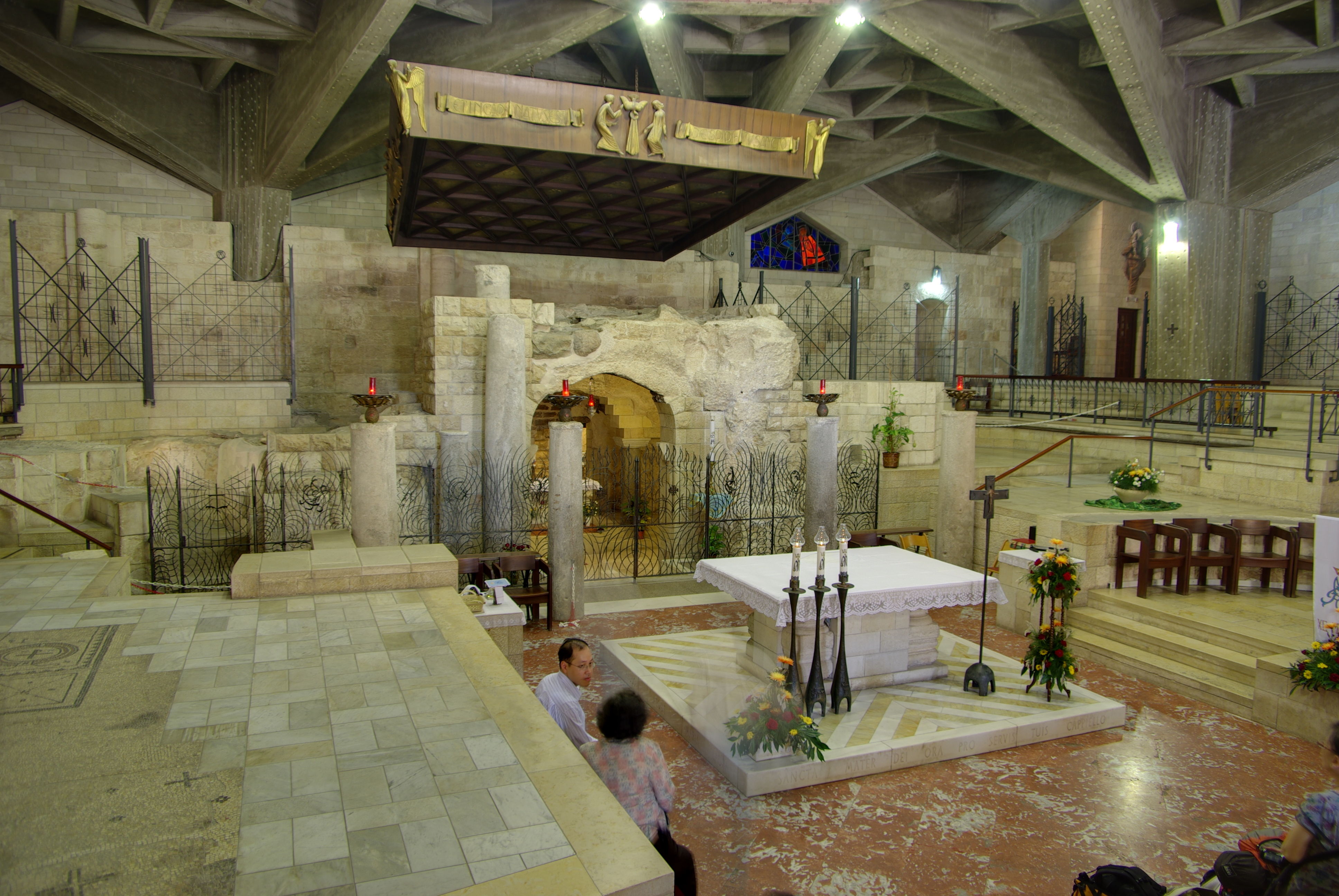
Gruta da Anunciação, no primeiro andar.
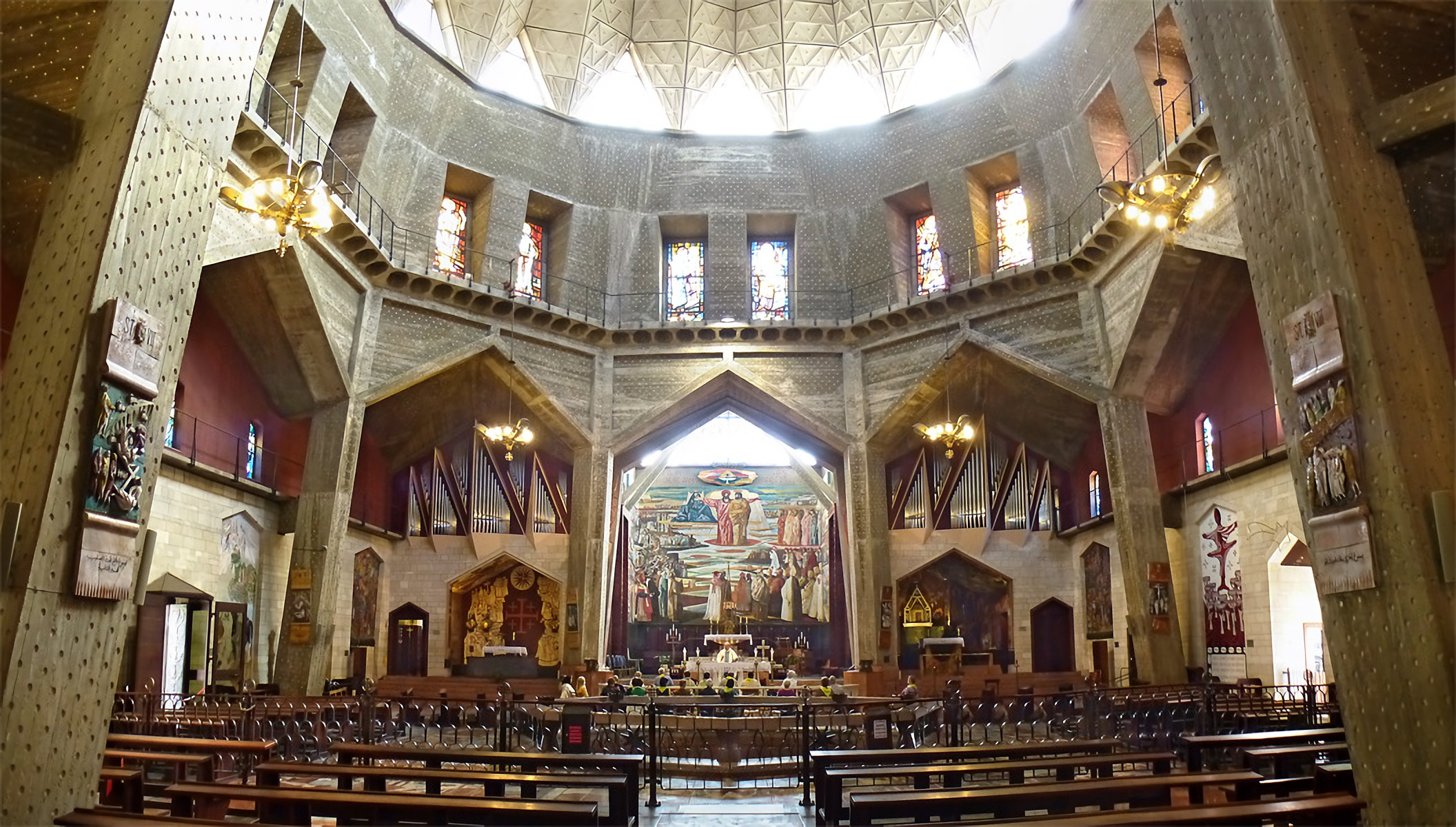
Andar superior.
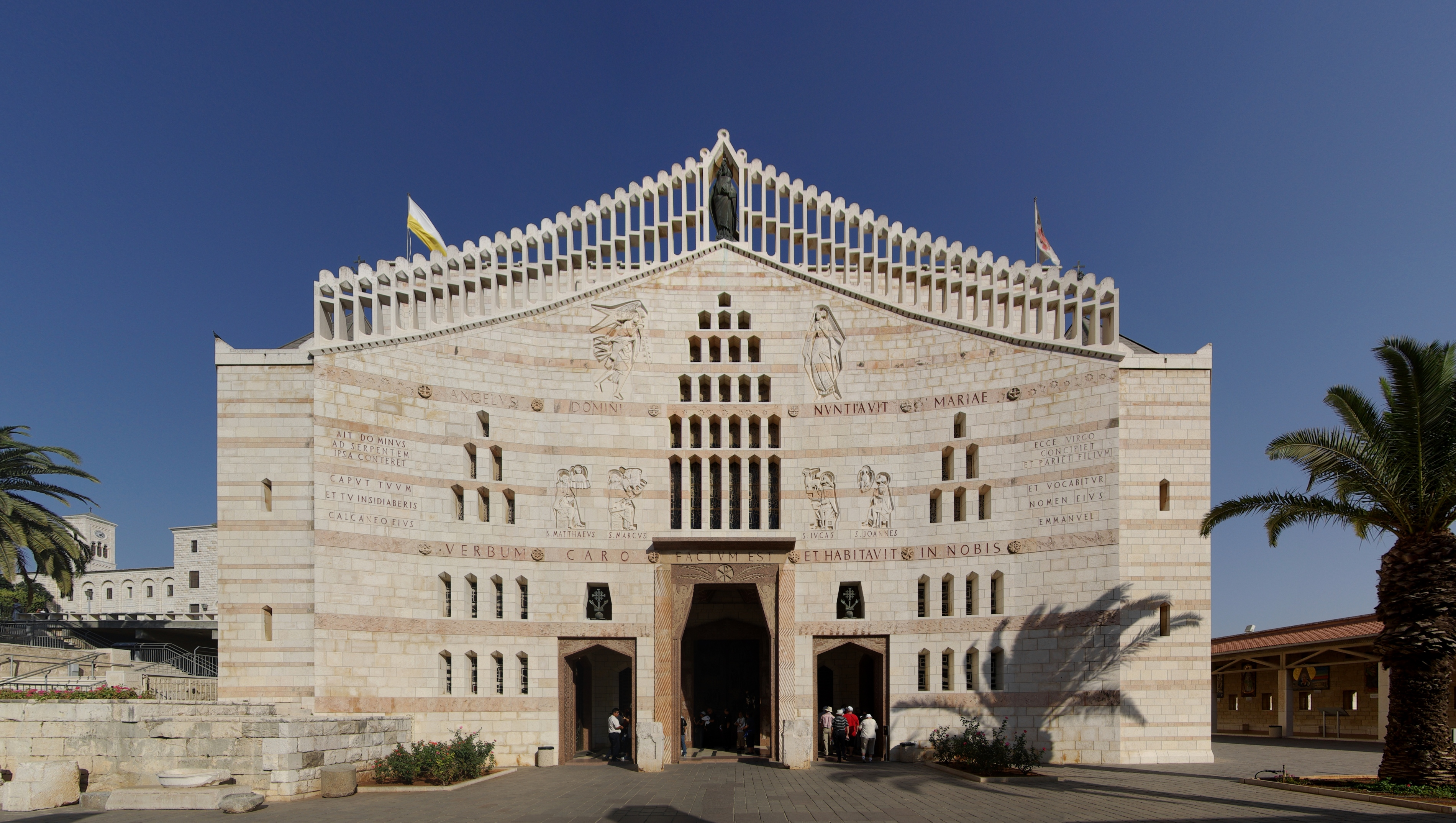
Fachada ocidental.
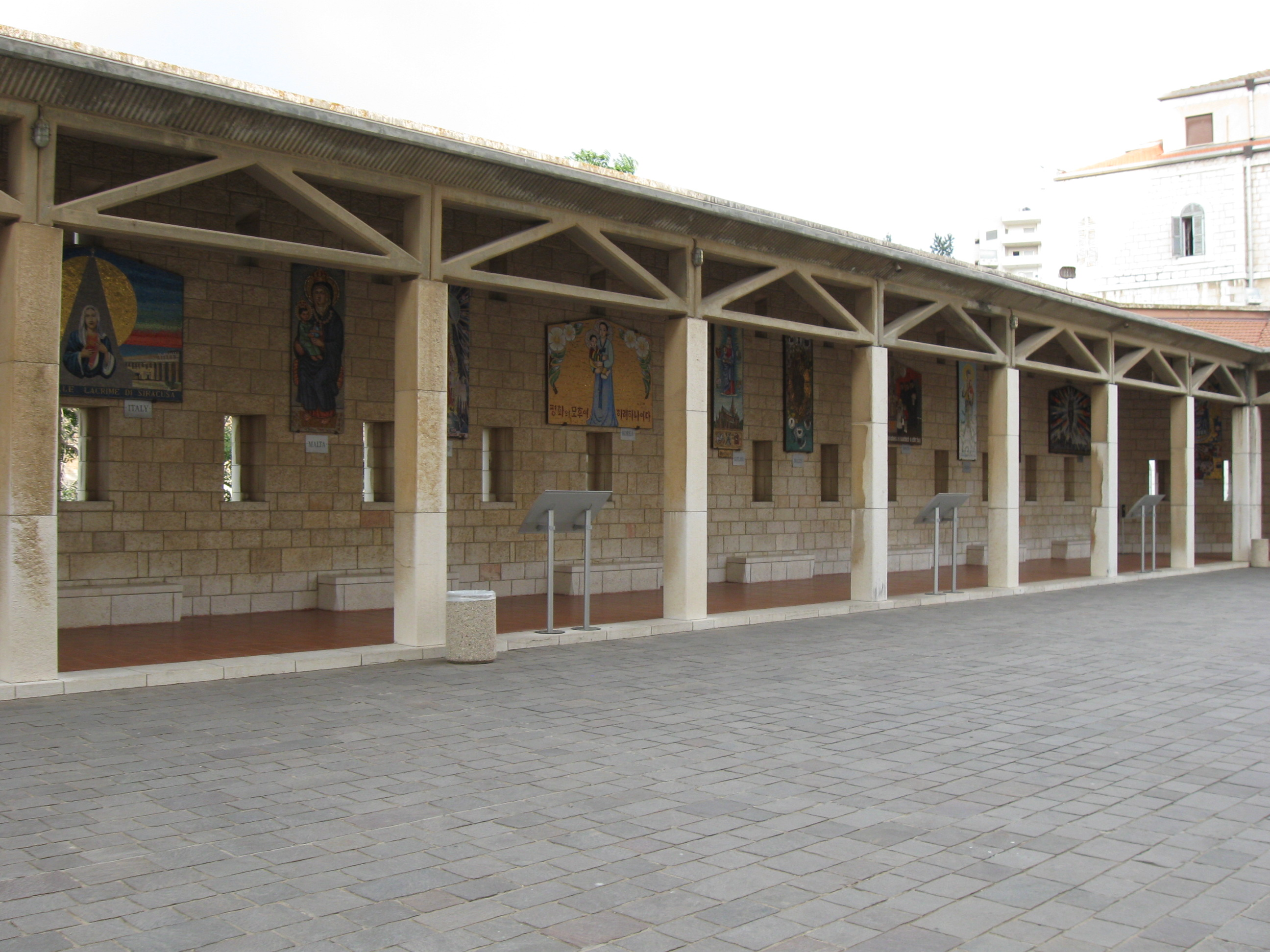
Arcada onde estão as imagens da Virgem Maria doadas por diversos países.
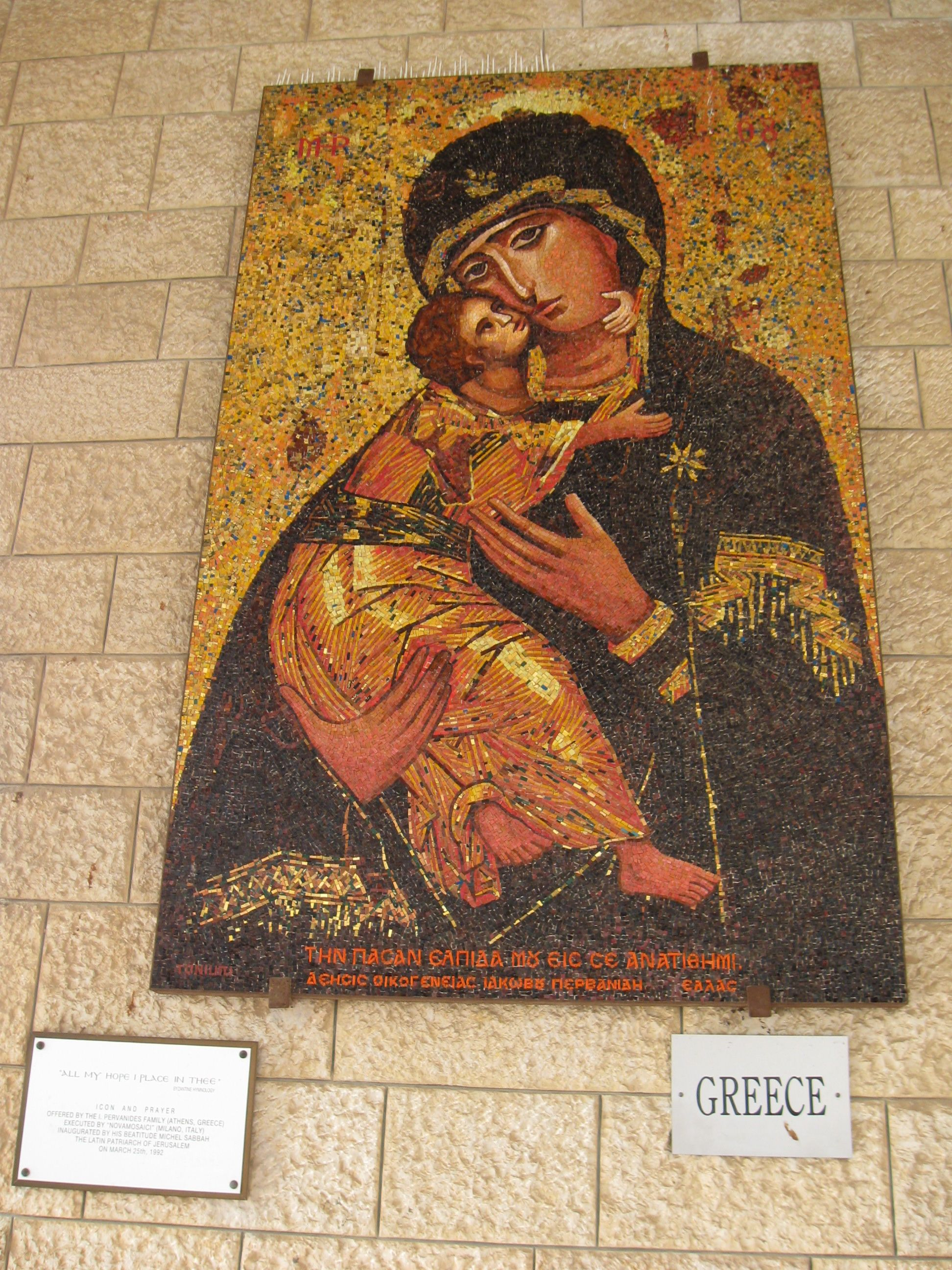
Ícone da Virgem Eleusa presenteado pela Grécia, localizado nas arcadas.
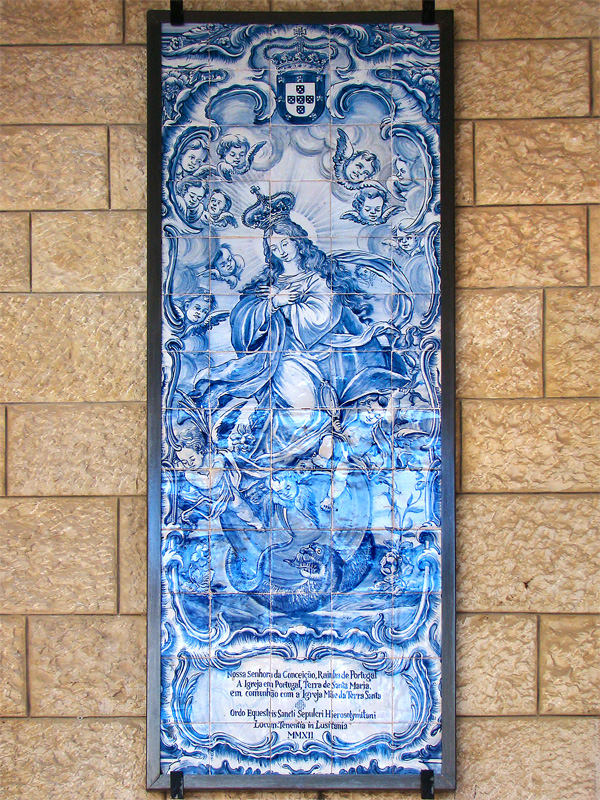
Imagem da Virgem Maria doada por Portugal.